# Hawiyyat Nadschm
Hawiyyat Nadschm (arabisch هوية نجم, DMG Hawiyyat Naǧm), englisch auch Bimmah Sinkhole, ist eine Doline an der nordöstlichen Küste des Sultanats Oman. Die Doline liegt auf einer Abrasionsplattform aus eozänen Kalksteinen und hat einen ovalen Umriss. Die Wasserfläche hat einen Durchmesser von etwa 40 Metern, der Abstand von der Oberkante der Doline bis zur Wasseroberfläche beträgt etwa 20 Meter.

## Lage
Hawiyyat Nadschm liegt an der nordöstlichen Küste am Golf von Oman, etwa 500 Meter von der Küstenlinie entfernt am Fuße des Hadschar-Gebirges im Wilāyat Quriat im Gouvernement Maskat. Die Doline liegt etwa 120 Kilometer von Maskat entfernt, an der Landstraße 17 auf halbem Weg nach Sur, nahe der Ortschaft Bimma. Sie befindet sich in einem umzäunten parkähnlich angelegten Areal, dem Hawiyyat-Nadschm-Park, ausgestattet mit öffentlichem WC und Sitzgelegenheiten. Eine Betontreppe führt runter zum klaren, türkisem Wasser. Baden, Schnorcheln und Tauchen in der Doline ist gestattet. Im Außenbereich befinden sich Parkplätze, Eintritt und Parken ist gratis.

## Entstehung
Der eozäne Kalkstein wird von einer harten, etwa 5 m mächtigen Schicht von verfestigten Kies überlagert. Regenwasser und Grundwasser lösten im Untergrund langsam den weichen Kalkstein. Die Doline ist durch den Einbruch des Deckgesteins entstanden. Etwa 70 Prozent des Bodens der Doline sind mit Wasser bedeckt. Die Doline ist über ein Höhlensystem mit dem Ozean verbunden, das Wasser in der Doline ist daher salzhaltig, hat aber einen niedrigeren Salzgehalt als das naheliegende Meer, da es sich mit Grundwasser vermischt. In etwa 10 Meter Wassertiefe befindet sich eine braun-orange, etwa 2 Meter mächtige Sprungschicht mit Sichtweiten weniger als einem Meter. Darunter ist das Wasser wieder klar. In der Höhle liegt eine Führungsleine die den Weg markiert. Das offene Meer kann in einer Wassertiefe von etwa 60 Metern erreicht werden. Aufgrund der großen Tiefe ist dies nur ausgebildeten Höhlentauchern möglich. Die oberen Bereiche lassen sich auch von gut ausgebildeten Sporttauchern erkunden.

## Legende
Es gibt die Legende, dass die Doline durch den Einschlag eines Meteoriten entstanden sein soll. Der arabische Name Hawiyyat Nadschm bedeutet übersetzt die Sternschnuppe. Alternativ wird berichtet, dass die Doline durch den Einschlag eines Stückes vom Mond entstanden sei. Der arabische Alternativname Bait al Afreet bedeutet Haus der Dämonen.

## Galerie

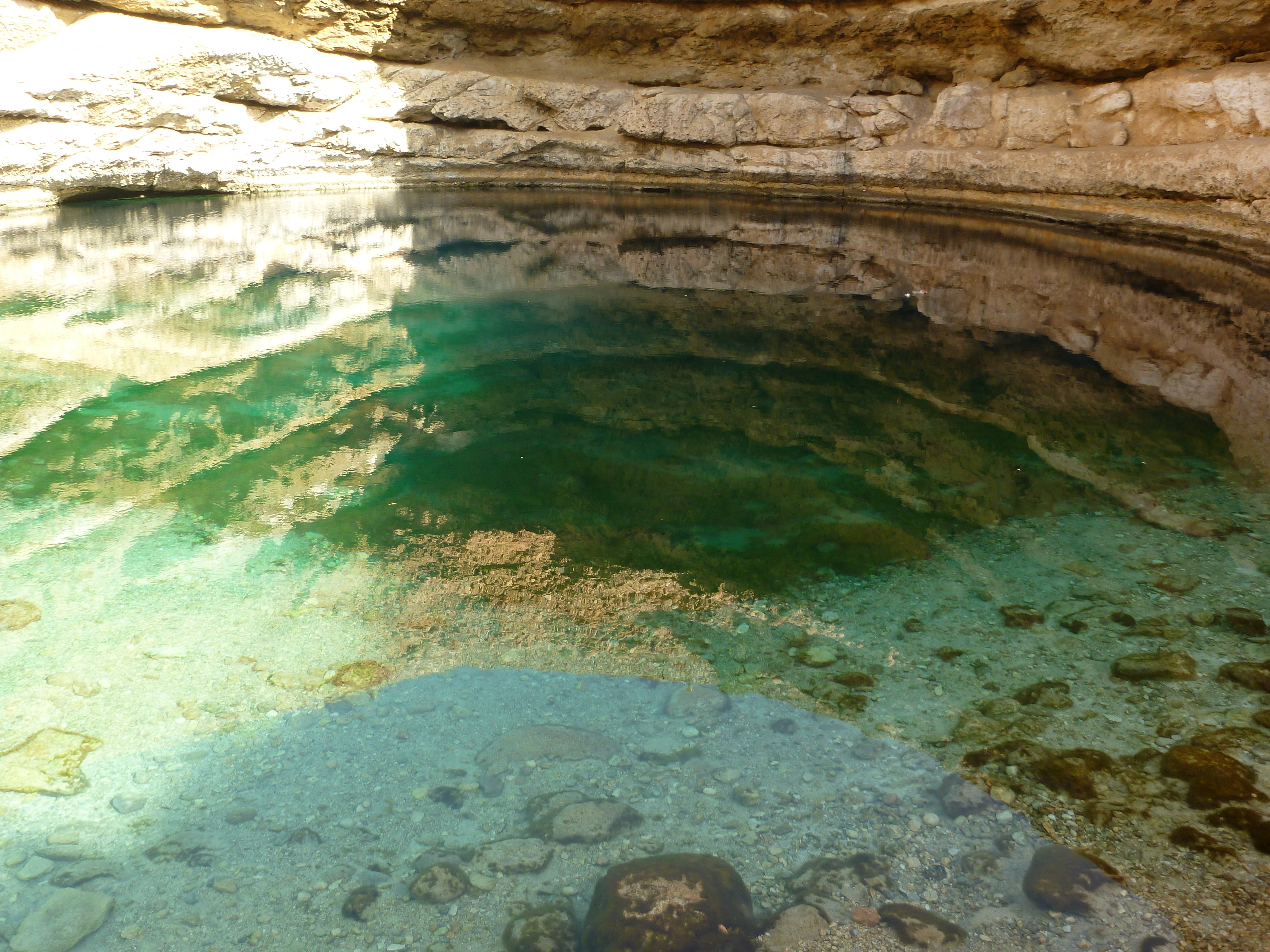
Blick auf und unter die Wasseroberfläche in der Doline
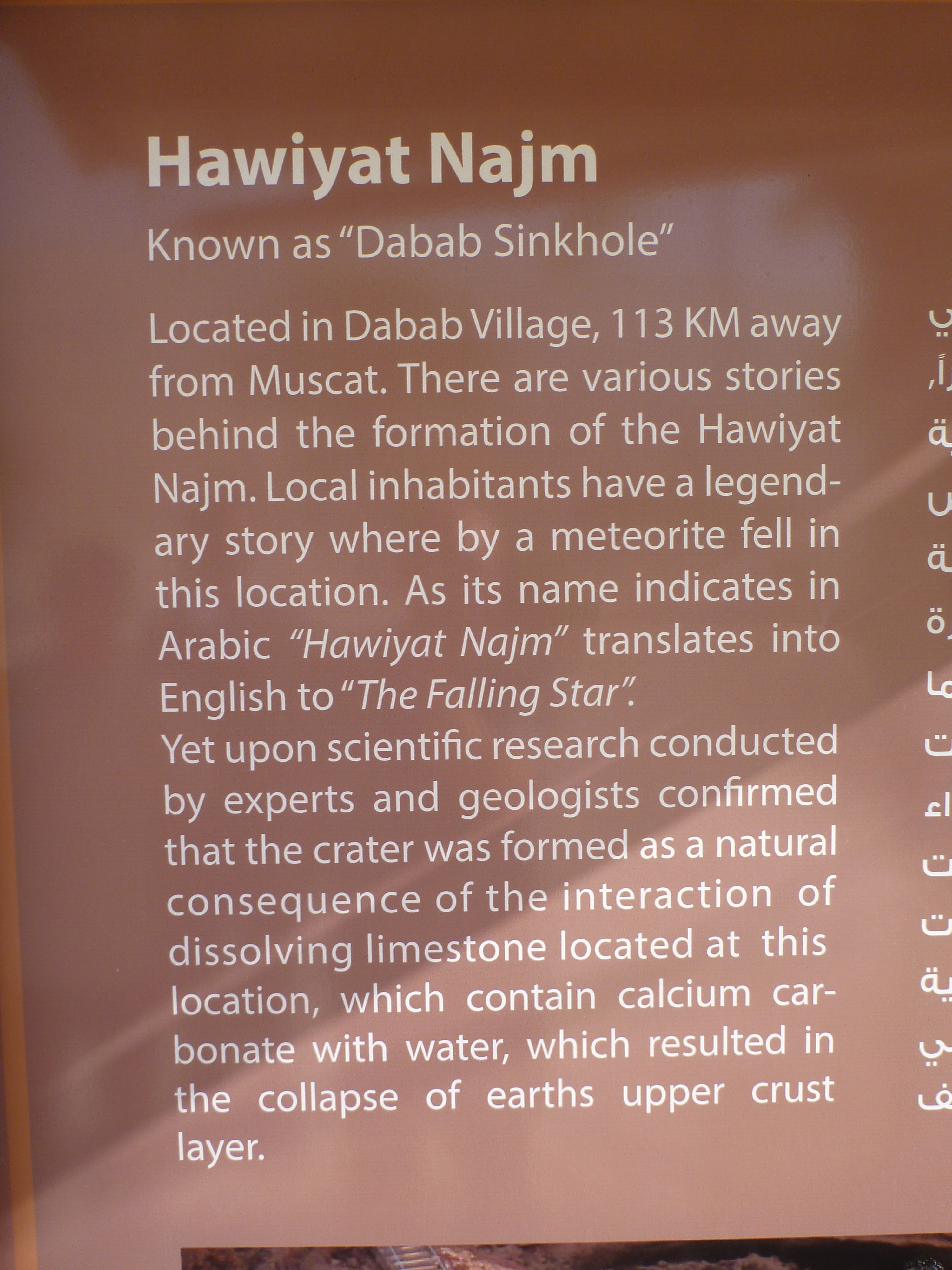
Schild mit Entstehungsgeschichte an der Doline
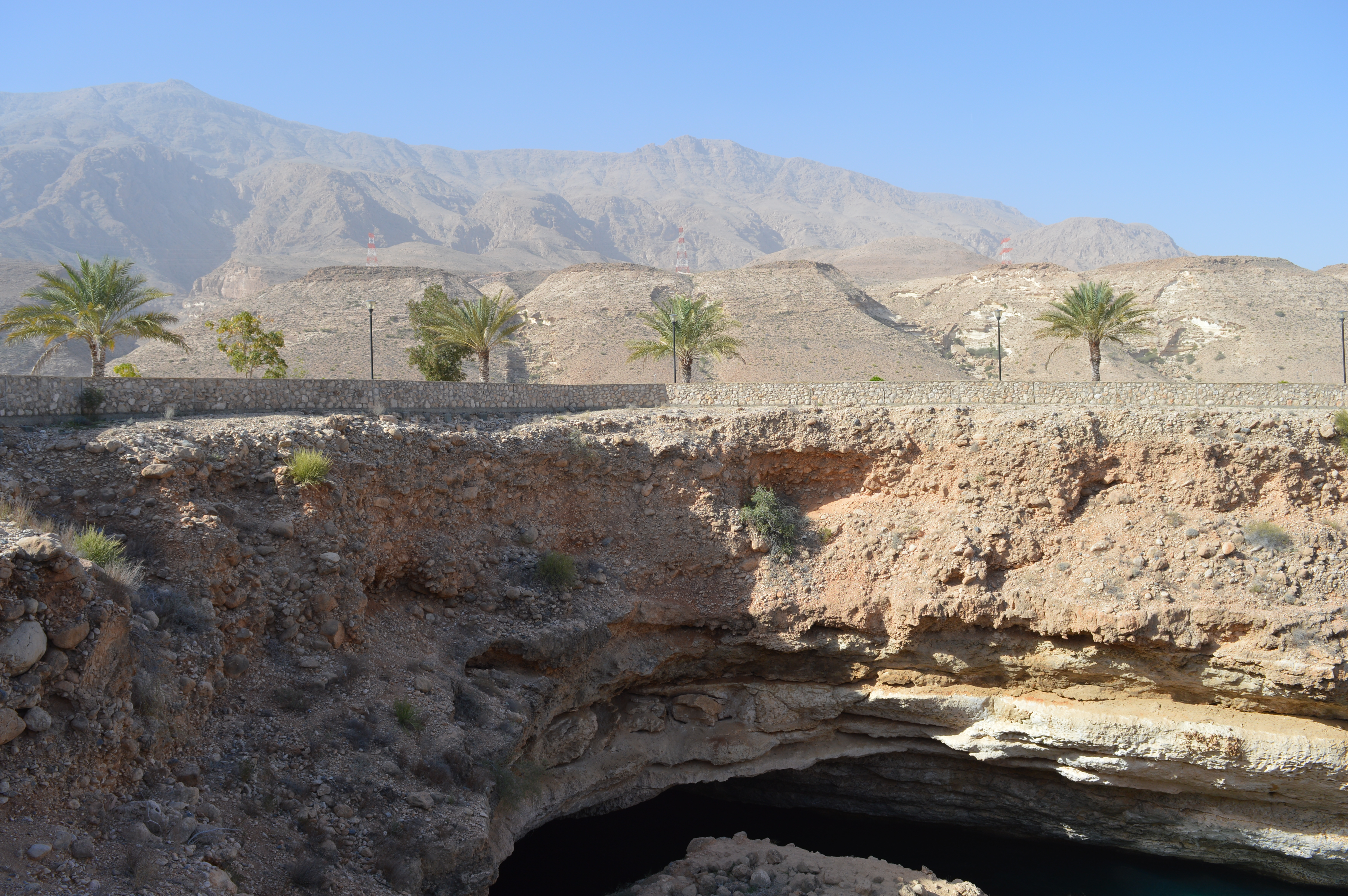
Doline mit dem Hadschar-Gebirge im Hintergrund